# Vasile Radu Ghenceanu
Vasile Radu Ghenceanu (n. 17 mai 1939 – d. 30 octombrie 2006) a fost un scriitor și jurnalist român, membru în Uniunea Scriitorilor din România. A fost director al Teatrului Dramatic din Baia Mare. Ghenceanu s-a impus în conștiința publică îndeosebi prin activitatea sa de gazetar desfășurată în paginile cotidianului Graiul Maramureșului din Baia Mare. Vasile Radu Ghenceanu s-a stins din viață după o lungă și grea suferință.

## Cărți
- Cântece pentru inimă tânără, 1967;
- Cartea literelor mari, 1970 (5 ediții);
- Ora locală, 1978; Paralele și memorie, jurnal, 1992;
- Vindecarea de melancolie, Editura Gutinul Baia Mare, 1996;
- Însemnați de uitare, poeme; 1997;
- Grădinile din fereastră sau călătoria ca stare de spirit, jurnal, 1998;
- O viață pentru muzică (Convorbiri cu Ion Săcăleanu), 1999;
- Dreptul la singurătate. Scriitor la ziar, eseuri, comentarii, cronici, interviuri, 2001;
- Complexul de egalitate, poeme, 2002;
- Comentarii de sâmbătă, eseuri, 2004.